# Kostandinos Wurdanos
Kostandinos Wurdanos (gr. Κωσταντίνος Βουρδάνος; ur. 4 kwietnia 1983) – grecki zapaśnik walczący w stylu klasycznym. Zajął 35 miejsce na mistrzostwach świata w 2013. Wicemistrz śródziemnomorski w 2012 i trzeci w 2016 roku.